# Gleimviertel

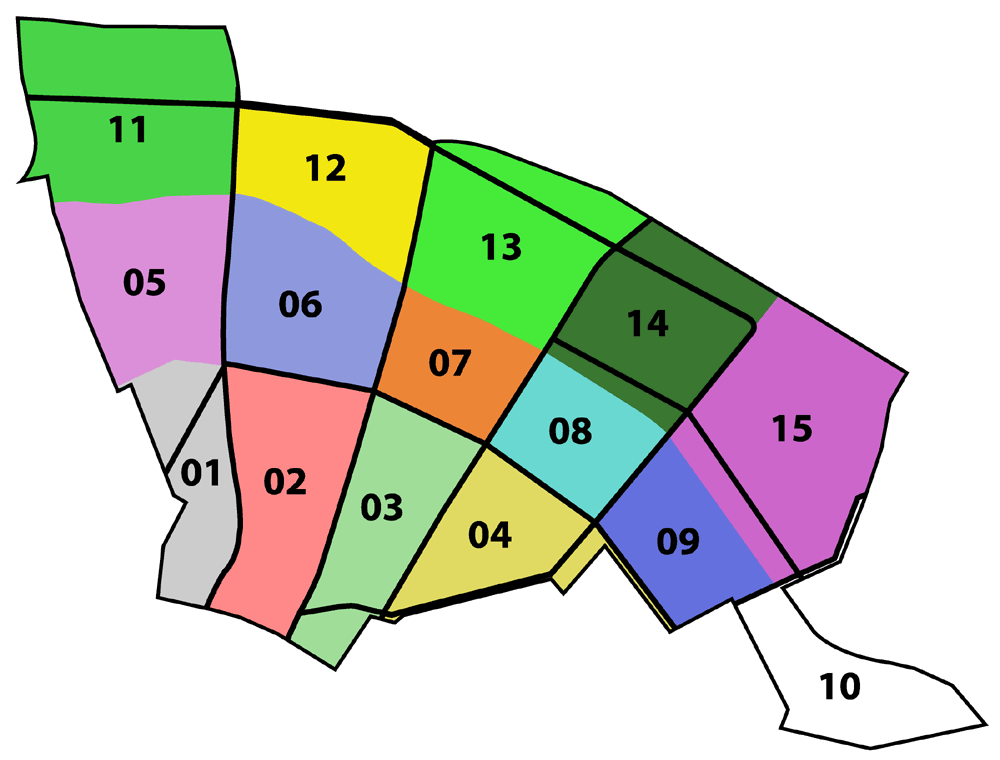
Die Kieze des Prenzlauer Bergs: Das Gleimviertel ist violett mit der Nummer 05 dargestellt.

Das Gleimviertel ist ein Wohnquartier im Berliner Ortsteil Prenzlauer Berg des Bezirks Pankow.

## Lage
Als Gleimviertel wird das Gebiet zwischen der S-Bahn-Trasse der Berliner Ringbahn im Norden (nördlich der Kopenhagener Straße), der Schönhauser Allee im Osten, der Eberswalder Straße im Süden und der Ortsteilgrenze zu Gesundbrunnen im Westen bezeichnet. Im Westen schließt das Viertel mit den Gleisanlagen und dem Bahndamm der ehemaligen Stettiner Bahn ab, die von 1961 bis 1989 den Grenzverlauf der Berliner Mauer darstellten und heute als Mauerpark genutzt werden. Angrenzende Wohnquartiere sind das Nordische Viertel um den Arnimplatz im Norden, der Helmholtzkiez um den Helmholtzplatz im Osten, das Gebiet um die Kastanienallee im Süden und das Brunnenviertel um die Brunnenstraße im Westen. Namensgeber des Viertels ist die von Ost nach West quer durch das Gebiet laufende Gleimstraße, benannt nach dem Dichter Johann Wilhelm Ludwig Gleim.

## Besonderheiten
Im Südwesten des Viertels befindet sich neben dem Mauerpark der Friedrich-Ludwig-Jahn-Sportpark mit der Max-Schmeling-Halle. Im Viertel findet sich mit dem Colosseum ein großes Multiplex-Kino. Im Südosten befindet sich der U-Bahnhof Eberswalder Straße, im Nordosten der U-Bahnhof Schönhauser Allee. Eine weitere Besonderheit ist der Gleimtunnel. Aufgrund der Begrenzung durch die S-Bahn-Gleise im Norden, den Jahn-Sportpark im Süden und die ehemalige Grenze im Westen hatte das Gleimviertel zu DDR-Zeiten den Charakter einer verkehrstechnisch abgeschlossenen Halbinsel.
In den 2010er Jahren ist der Gleimkiez, wie auch andere Viertel im Prenzlauer Berg, zu einem Schwerpunkt der Gentrifizierung geworden.

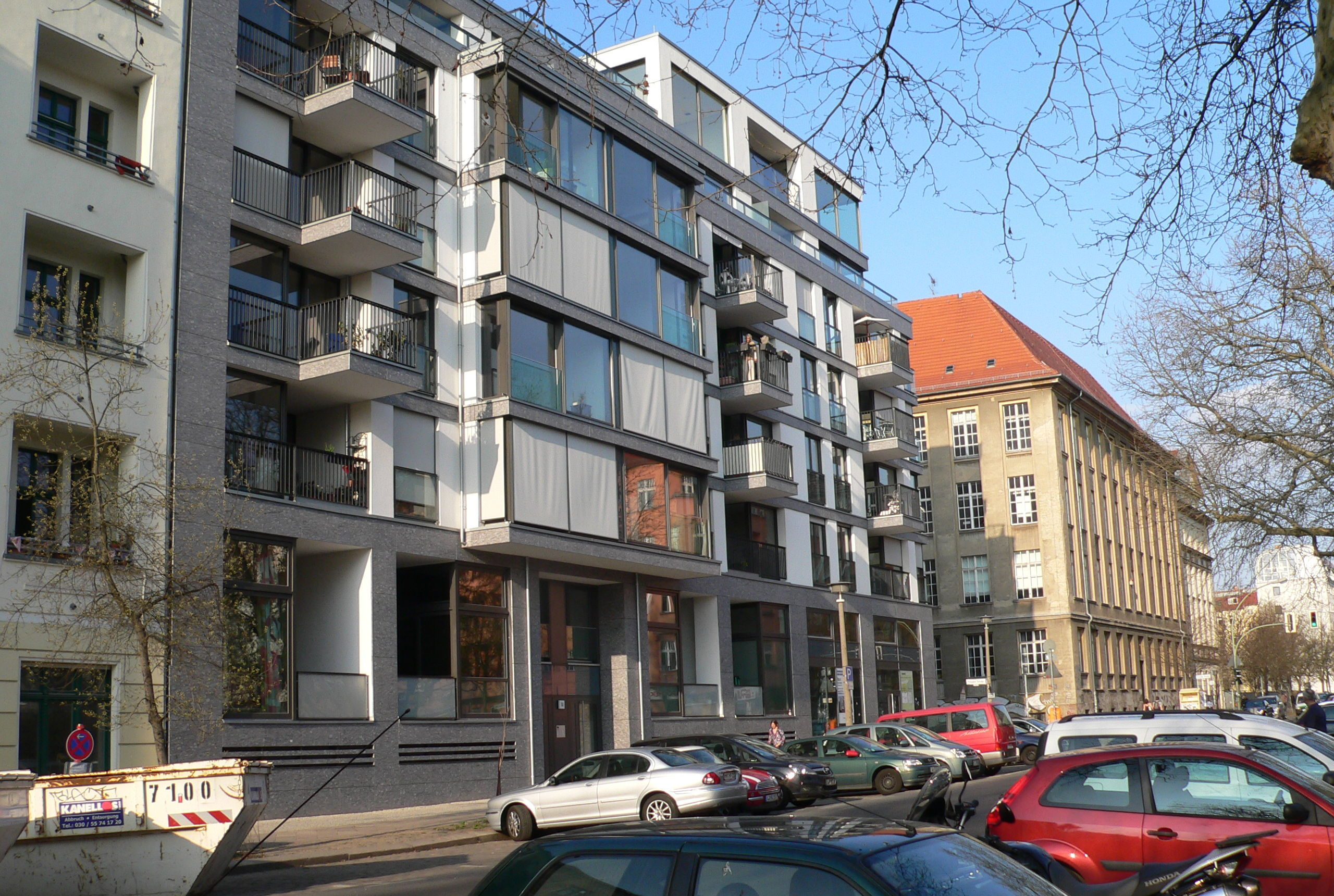
Gleimstraße
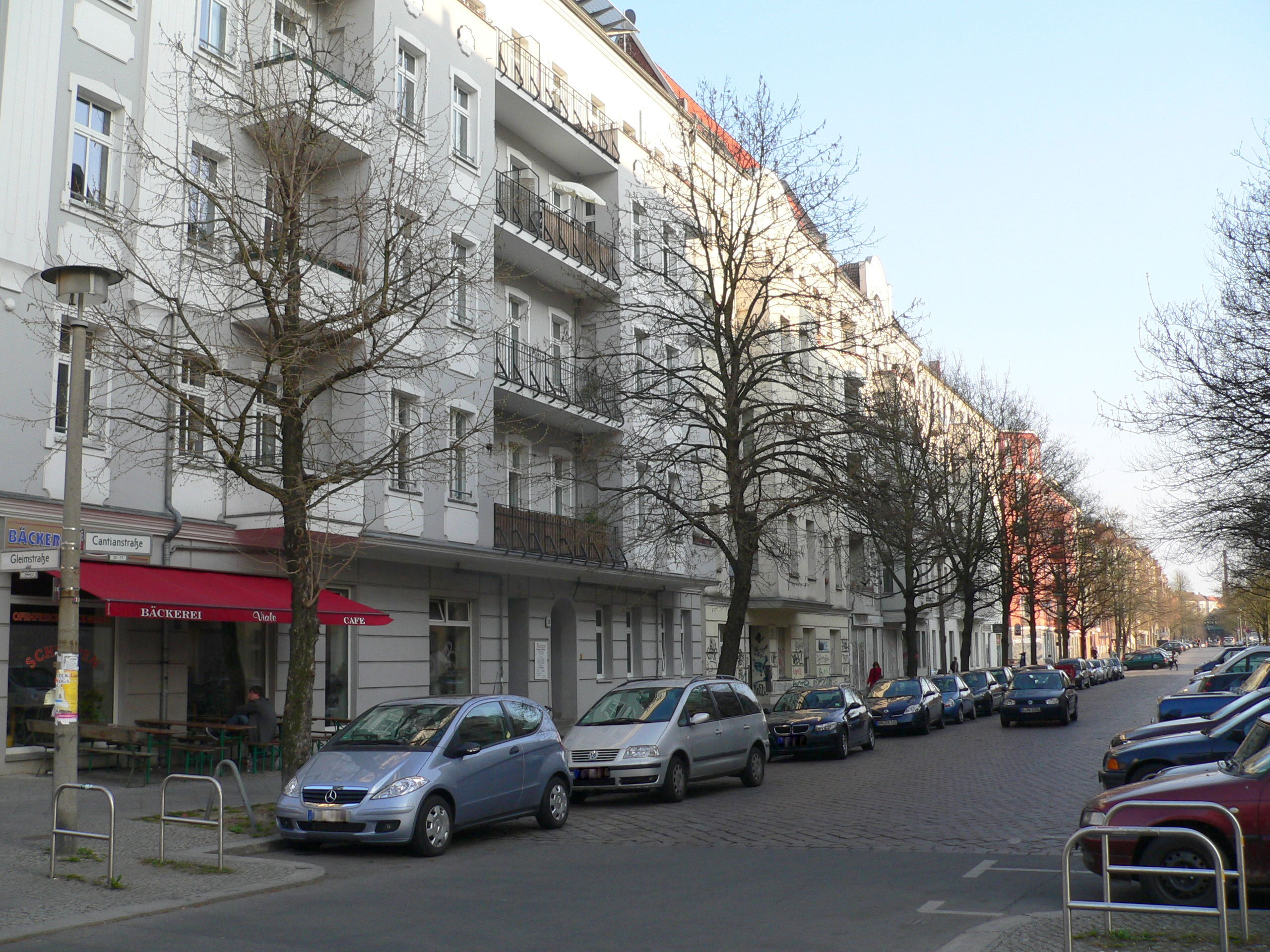
Cantianstraße
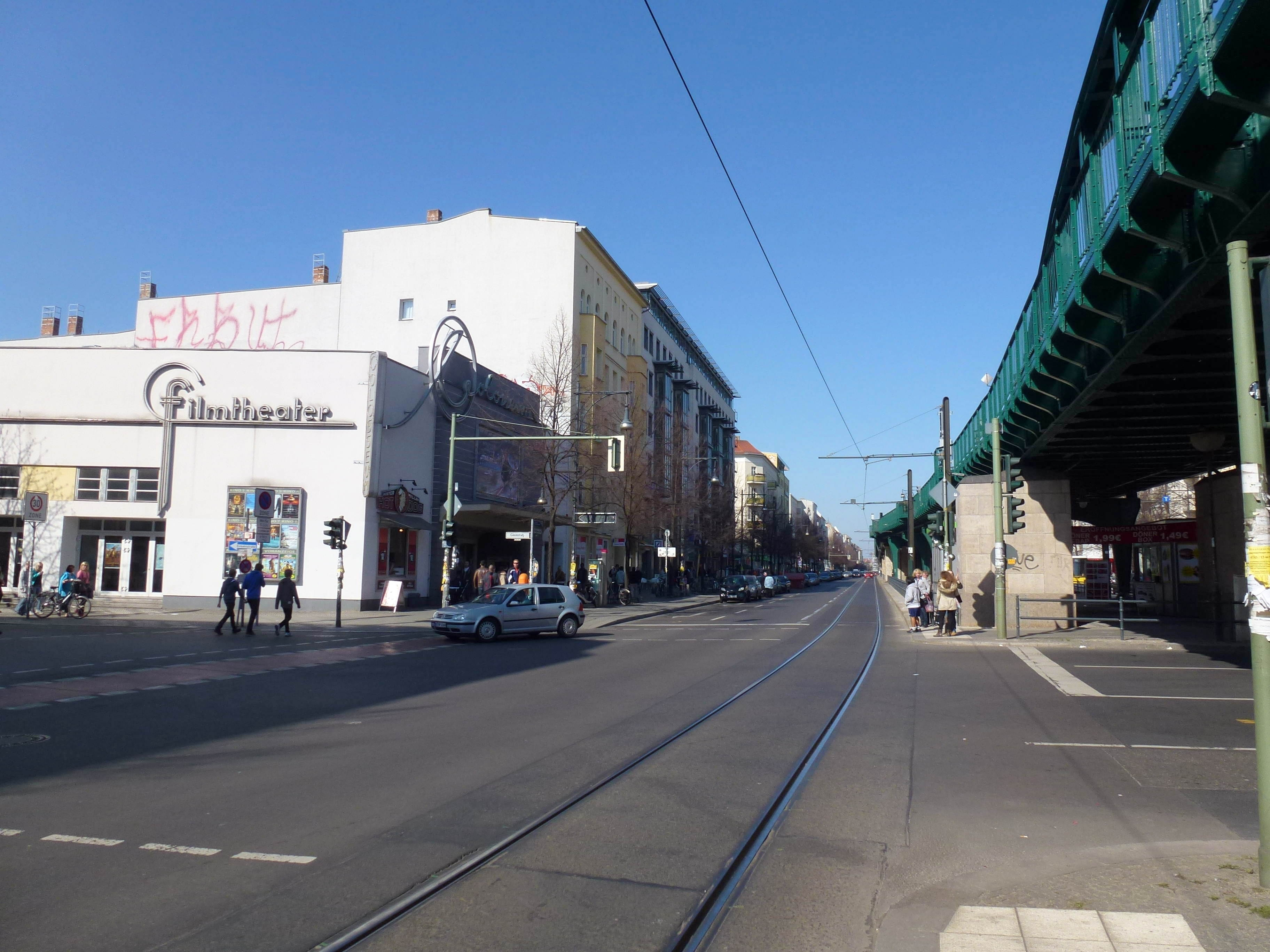
Schönhauser Allee Kino Colosseum
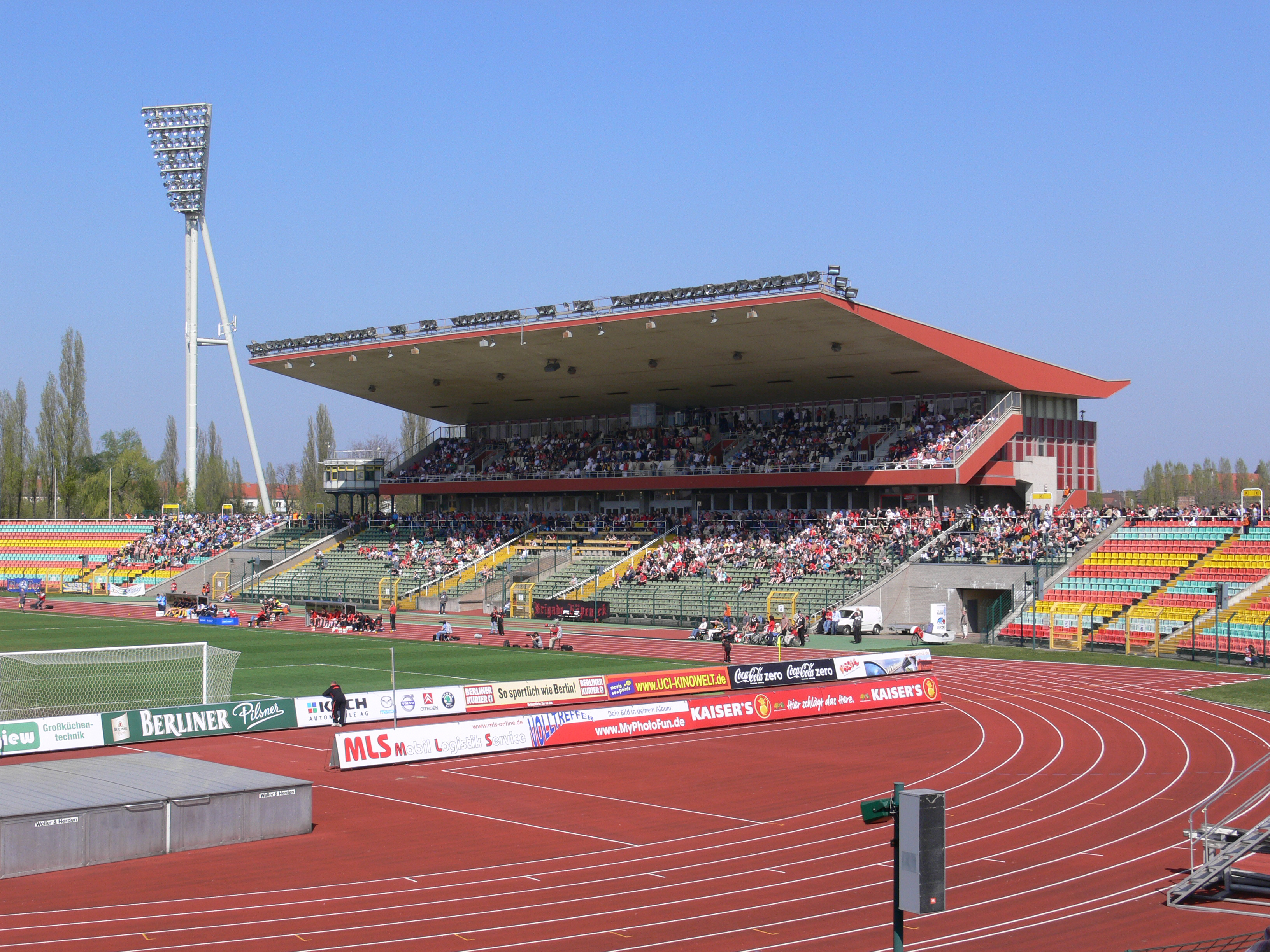
Jahnsportpark
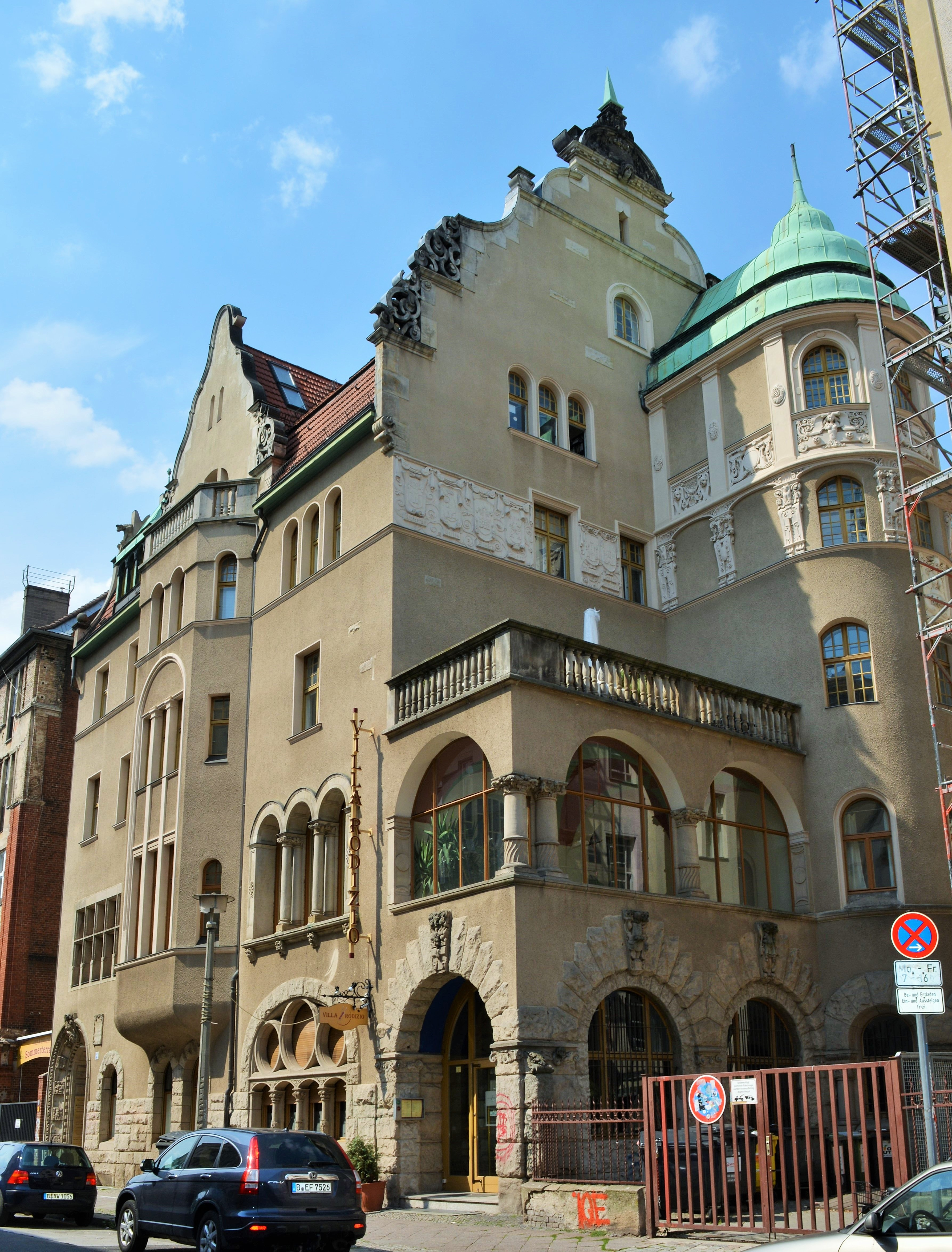
Villa Groterjan Milastraße